# فهرست کشورهای آفریقایی بر پایه تولید ناخالص داخلی (برابری قدرت خرید)
این فهرست کشورهای آفریقایی، بر پایه رتبه‌بندی، تولید ناخالص داخلی (GDP) و برابری قدرت خرید (PPP) است. آمار و ارقام بر اساس صندوق بین‌المللی پول در سال ۲۰۱۰ منتشر شده است.
| رتبه در آفریقا | رتبه جهانی | کشور                  | تولید ناخالص داخلی و برابری قدرت خرید (میلیارد دلار) |
| —              | —          | آفریقا                | ۳٬۰۰۰٫۸۹۸                                            |
| ۱              | ۲۵         | آفریقای جنوبی         | ۵۲۳٫۹۵۴                                              |
| ۲              | ۲۶         | مصر                   | ۴۹۷٫۷۸۱                                              |
| ۳              | ۳۱         | نیجریه                | ۳۷۷٫۹۴۹                                              |
| ۴              | ۴۸         | الجزایر               | ۲۵۱٫۱۱۷                                              |
| ۵              | ۵۷         | مراکش                 | ۱۵۱٫۴۳۲                                              |
| ۶              | ۶۶         | آنگولا                | ۱۰۷٫۳۱۰                                              |
| ۷              | ۶۸         | سودان                 | ۹۹٫۹۹۹                                               |
| ۸              | ۶۹         | تونس                  | ۹۹٫۹۹۵                                               |
| ۹              | ۷۲         | لیبی                  | ۹۰٫۵۷۱                                               |
| ۱۰             | ۷۴         | اتیوپی                | ۸۶٫۱۲۳                                               |
| ۱۱             | ۸۱         | کنیا                  | ۶۶٫۰۳۲                                               |
| ۱۲             | ۸۳         | غنا                   | ۶۱٫۹۷۳                                               |
| ۱۳             | ۸۵         | تانزانیا              | ۵۸٫۴۴۴                                               |
| ۱۳             | ۹۲         | کامرون                | ۴۴٫۳۲۷                                               |
| ۱۴             | ۹۴         | اوگاندا               | ۴۲٫۱۵۳                                               |
| ۱۵             | ۹۶         | ساحل عاج              | ۳۷٫۰۲۰                                               |
| ۱۶             | ۱۰۶        | بوتسوانا              | ۲۸٫۴۹۱                                               |
| ۱۸             | ۱۱۰        | سنگال                 | ۲۳٫۸۸۲                                               |
| ۱۹             | ۱۱۲        | گینه استوایی          | ۲۳٫۸۱۹                                               |
| ۲۰             | ۱۱۵        | جمهوری دموکراتیک کنگو | ۲۳٫۱۱۷                                               |
| ۲۱             | ۱۱۶        | گابن                  | ۲۲٫۴۷۸                                               |
| ۲۲             | ۱۱۸        | موزامبیک              | ۲۱٫۸۰۹                                               |
| ۲۳             | ۱۲۰        | زامبیا                | ۲۰٫۰۴۱                                               |
| ۲۴             | ۱۲۲        | بورکینافاسو           | ۱۹٫۹۹۲                                               |
| ۲۵             | ۱۲۳        | ماداگاسکار            | ۱۹٫۴۰۶                                               |
| ۲۶             | ۱۲۴        | موریس                 | ۱۸٫۰۶۱                                               |
| ۲۷             | ۱۲۶        | چاد                   | ۱۷٫۳۵۹                                               |
| ۲۸             | ۱۲۷        | جمهوری کنگو           | ۱۷٫۱۰۸                                               |
| ۲۹             | ۱۲۹        | مالی                  | ۱۶٫۷۷۲                                               |
| ۳۰             | ۱۳۳        | نامیبیا               | ۱۴٫۵۹۶                                               |
| ۳۱             | ۱۳۴        | بنین                  | ۱۳٫۹۹۳                                               |
| ۳۲             | ۱۳۵        | مالاوی                | ۱۲٫۹۸۰                                               |
| ۳۳             | ۱۳۶        | رواندا                | ۱۲٫۱۶۳                                               |
| ۳۴             | ۱۴۱        | نیجر                  | ۱۱٫۰۵۱                                               |
| ۳۵             | ۱۴۴        | گینه                  | ۱۰٫۸۰۷                                               |
| ۳۶             | ۱۴۸        | موریتانی              | ۶٫۶۵۵                                                |
| ۳۷             | ۱۵۰        | اسواتینی              | ۶٫۰۶۷                                                |
| ۳۸             | ۱۵۱        | توگو                  | ۵٫۹۷۴                                                |
| ۳۹             | ۱۵۲        | زیمبابوه              | ۵٫۴۵۷                                                |
| ۴۰             | ۱۵۴        | سیرالئون              | ۴٫۷۲۰                                                |
| ۴۱             | ۱۵۸        | اریتره                | ۳٫۶۲۵                                                |
| ۴۲             | ۱۵۹        | گامبیا                | ۳٫۴۹۴                                                |
| ۴۳             | ۱۶۰        | جمهوری آفریقای مرکزی  | ۳٫۴۴۶                                                |
| ۴۴             | ۱۶۱        | بوروندی               | ۳٫۳۹۷                                                |
| ۴۵             | ۱۶۲        | لسوتو                 | ۳٫۳۰۳                                                |
| ۴۶             | ۱۶۶        | جیبوتی                | ۲٫۱۰۵                                                |
| ۴۷             | ۱۶۷        | سیشل                  | ۲٫۰۵۳                                                |
| ۴۸             | ۱۶۸        | کیپ ورد               | ۱٫۹۰۸                                                |
| ۴۹             | ۱۷۰        | گینه بیسائو           | ۱٫۷۸۴                                                |
| ۵۰             | ۱۷۱        | لیبریا                | ۱٫۶۹۱                                                |
| ۵۱             | ۱۷۸        | کومور                 | ۰٫۸۰۰                                                |
| ۵۲             | ۱۸۳        | سائوتومه و پرنسیپ     | ۰٫۳۱۱                                                |